# Гервис од Базоша
Гервис од Базоша (умро у мају 1108) био је француски крсташ, учесник Првог крсташког рата и кнез Галилеје од 1106. године до своје смрти.

## Биографија
До Првог крсташког похода Гервис је био адвокат у Француској. У Свету земљу је пошао у склопу армије Балдуина I Јерусалимског. Наследио је Ига од Сент Омера на престолу Галилеје 1106. године. Године 1108. заробљен је у бици против Тугтигина. Тугтигин је у замену за Гервиса тражио градове Акру, Хаифу и Тиберијас. Међутим, Балдуин му није желео дати ниједан од тих градова нудећи му заузврат новац и сребро. Тугтигин није пристао и погубио је Гервиса у заробљеништву.